# Dadoo
Dadoo, de son vrai nom Daniel Mamadou Diouma Camara, né en 1974 à Marseille dans les Bouches-du-Rhône, est un rappeur et auteur-compositeur-interprète français. Il commence sa carrière en 1994 avec le groupe KDD dont il devient rapidement le leader à 18 ans, après un premier album avec le groupe, Opte pour le K. Après la séparation du groupe, Dadoo se lance dans une carrière solo qui se concrétise avec la publication de son premier album, France History X, qui atteint la 27e place des classements français.
En janvier 2015, après sept ans d'absence des bacs, Dadoo fait son retour sous le nom Dadoo & The Classics, avec un nouveau clip intitulé Bullets.

## Biographie

### Jeunesse et KDD
Camara est né à Marseille, dans les Bouches-du-Rhône, de parents guinéens et sénégalais. À 8 ans, son père lui fait écouter du hip-hop.
Il débute en 1994 avec le groupe KDD dont il devient rapidement le leader à 18 ans, après un premier album avec le groupe, Opte pour le K. L'album n'est pas un grand succès. Dadoo confie que « [l'album] a été très populaire, et le groupe aussi, sûrement parce qu’on venait de Toulouse, ça sortait de l’axe Paris-Marseille. Mais quand il est sorti, on n’en a pas vendu des masses. »
Le groupe, composé de cinq membres (Dadoo alias Dadppda, Diesel, H20, Lindsay et Robert), est consacré par la signature d'un contrat au label Columbia. Ils publient ensuite un deuxième album Résurrection en 1998 qui aura beaucoup plus d'impact que leur premier opus. L'album contient le single Une princesse est morte, Une femme tue un soldat avec Driver, et L’organisation avec la Fonky Family. Résurrection atteint la 20e place des classements français. KDD publie leur troisième album, Une couleur de plus au drapeau en 2000, qui atteint la 57e place des classements français. Le groupe se sépare ensuite.

### Carrière solo
Dadoo se dirige très vite vers une carrière solo. Il va être à l'initiative de plusieurs projets musicaux et va multiplier les collaborations pendant un an : Akhenaton, Kool Shen, Rohff, Oxmo Puccino, Vitaa, Diam's, Joeystarr, jusqu'à Jean-Michel Jarre pour la version remix d'Oxygène. Dadoo, dont l'écriture est l'un des principaux axes de sa carrière, signe le scénario de Gomez et Tavarès, l’histoire de deux flics que tout oppose confrontés au milieu marseillais. Le film, réalisé par Gilles Paquet-Brenner sort en 2003, et révèle à l'écran Titoff, Stomy Bugsy et Noémie Lenoir. Il coréalise ensuite la bande originale de Taxi 3 pour Luc Besson qui voit émerger des valeurs montantes comme Diam’s, Vitaa, Corneille, et Kore et Skalp. Il compose la même année pour Alain Chabat la musique du générique du film RRRrrrr!!!, sorti en 2003, avec les Robins des Bois.
Dadoo publie le 23 mai 2003 son premier album solo France History X au label Sony Columbia, qui le classe définitivement comme valeur sûre du rap français. L’album dresse un constat intemporel d’une France riche de ses différences mais aussi de ses contradictions. Le titre Sales Gosses connaîtra un succès immédiat avec un clip, écrit et réalisé par Julien Pelgrand, réunissant Jamel Debbouze, Éric et Ramzy, Dieudonné et Joeystarr. Les titres Où vous-êtes (dont le clip est aussi réalisé par Julien Pelgrand), France History X et Fille facile connaîtront aussi un large succès. France History X atteint la 27e place des classements français.
Dadoo, de plus en plus intéressé par le travail de composition, réalise en 2006 le premier album solo Gare au Jaguarr de Joeystarr. L’album connaît un franc succès et est nommé aux victoires de la musique 2007 dans la catégorie « musiques urbaines ». Metteur en scène de la tournée qui suivit la sortie de l’album, Dadoo intégrera, tout en accompagnant Joeystarr sur scène, le groupe de nu metal Enhancer. En 2009, il amorce un tournant dans sa carrière et revient au premier plan avec une nouvelle formation résolument post-rock se nommant D and the Zepp. Dadoo devenant le chanteur et bassiste tout en s'accompagnant du guitariste Alain « Dricks » Lasseube. En parallèle, il réalise et compose différents génériques TV et spots publicitaires. Dadoo s’essaie aussi avec succès à la réalisation en produisant avec Xavier Marchand les teasers officiels du Festival Garorock.
En janvier 2015, après sept ans d'absence des bacs, Dadoo fait son retour sous le nom Dadoo & The Classics, avec un nouveau clip intitulé Bullets. Il confie avoir « eu envie d'enregistrer à nouveau » après sa rencontre avec Damien et Jérémy du groupe The Classics en 2014.
Fin 2015, Dadoo rejoint Gari Grèu et DJ Kayalik dans le groupe Oai Star. Ils sortent successivement un EP et un album en 2016, s'ensuit une tournée de deux ans en Europe. 
La même année, Dadoo et son frère Billy Bats créent le groupe Black Punhk. Ils jouent pour l'Afropunk festival de Live Nation à La Villette. Après avoir passé des sélections, ils jouent devant 6 000 personnes, et enchainent sur le  festival Boulegan à Marseille au Mucem.
En 2017, Dadoo en solo, fait une tournée de trois semaines au Brésil, le Black Punhk Fortaleza Tour, dont le Calvin Klein festival de L'obita blue sur le playa do futur. 
En 2020, Dadoo sort deux nouveaux titres Senorita et C2LaFolie, plus un inédit de son album solo France history X, Ma ville, c'est la rue.
Dadoo ouvre son Label, 313.P- Prouduct & Publishing en référence à l'axe Toulouse Marseille et l'âge d'or de mythique studio Polygone.

## Discographie

### Album studio
- 2003 : France History X

### Albums collaboratifs
- 1996 : Opte pour le K (avec KDD)
- 1998 : Résurrection (avec KDD)
- 2000 : Une couleur de plus au drapeau (avec KDD)
- 2016 : Ding dang dong (avec Oai Star)
- 2016 : Foule color (avec Oai Star)

### Apparitions
- 1998 : Driver Feat KDD, Dany Dan & Diam's - On fout le dawa (sur l'album Le grand chelem de Driver)
- 1999 : KDD Feat Fonky Family, Sinistre, Akhenaton, Chiens de Paille, Mystik, Prodige Namor, Soldafada, 2 Neg, Yazid & Endo - 16'30 contre la censure (sur le maxi 16'30 contre la censure)
- 1999 : Participation avec le collectif Liberté de Circulation sur Les P'tits Papiers (notamment avec Diesel de KDD)
- 2000 : IPM, Horners et Dadoo - Repose en paix (sur compilation Nouvelle Donne 2)
- 2000 : KDD - Pose pas d'questions (sur la mixtape La Squale)
- 2001 : Akhenaton feat. Dadoo - Nuits à medine (sur l'album Sol Invictus d'Akh)
- 2001 : Dadoo feat. Kazkami - Les guerriers de la nuit (sur la mixtape Première Classe Vol.2)
- 2001 : Dadoo feat. Tandem & Busta Flex - Sport de sang (sur la mixtape Mission Suicide)
- 2001 : Dadoo - Les ripoux (sur la mixtape Mission Suicide)
- 2001 : Dadoo feat. Tandem & Tunisiano - Meilleurs vœux Part II (sur la mixtape Mission Suicide)
- 2001 : Dadoo - Le grand show (sur la B.O. du film Yamakasi)
- 2001 : KDD - Red Light (sur la mixtape Sachons dire NON Vol.2)
- 2001 : Oxmo Puccino feat. KDD - Balance la sauce (sur l'album L'amour est mort d'Oxmo)
- 2002 : Dadoo feat. Vitaa - Pas à pas (sur la compilation Double Face 4)
- 2002 : Don Choa feat. Dadoo - Sale Sud (sur l'album Vapeurs Toxiques de Don choa)[3]
- 2002 : La Boussole feat. Dadoo - Entrevue (sur l'album Rappel de la Boussole)
- 2002 : KDD - Militant (sur la compilation Les militants Hors série)
- 2003 : Dadoo - Les 7 Q capitaux (sur la B.O. du film Double Zéro)
- 2003 : Dadoo - Making off (sur la B.O. du film Taxi 3)
- 2003 : Dadoo feat. Diam's - Vivre sans ça (sur la B.O. du film Taxi 3)
- 2003 : Dadoo - Petite sœur (sur la B.O. du film Taxi 3)
- 2004 : IPM feat Dadoo & Diesel - Le mal en patience (sur l'album 1 pied dans l'biz d'IPM)
- 2004 : Dadoo - Ding Ding (sur la mixtape de RRRrrrr!!!)
- 2004 : Dadoo - 100 toi (sur la mixtape Bâtiment B : Hommage...)
- 2005 : Dadoo - Parce Qu'on a Le Blues (sur la compilation Illicite Projet)
- 2005 : Dadoo feat. Acid & Perverted Monks - We Flow (sur la compilation The Basement)
- 2005 : Kool Shen feat. Dadoo & Rohff - L'avenir est à nous (sur le maxi L'avenir est à nous)[3]
- 2005 : Lady Laistee feat. Dadoo - Corda (sur l'album Second souffle de Lady Laistee)
- 2005 : Lady Laistee feat. Dadoo - Le monde d'aujourd'hui (sur l'album Second souffle de Lady Laistee)
- 2005 : Lady Laistee feat. Dadoo - Si peu de choses (sur l'album Second souffle de Lady Laistee)
- 2005 : Jeff Le Nerf feat. Dadoo - IV My People Music (sur l'album IV My People Mission de IV My People)
- 2006 : JoeyStarr feat. Dadoo - 93 déboule (sur l'album Gare au jaguarr de JoeyStarr)
- 2008 : Enhancer feat. Dadoo - 4444 (sur l'album Désobéir de Enhancer)
- 2015 : Jeune Ras feat. Dadoo - Rouler toute la nuit (sur l'EP 3h du mat de Jeune Ras)
- 2015 : Dadoo & The Classics - Bullets
- 2016 : Melan & Dadoo - Santi